# Bugatti EB110
El Bugatti EB110 es un automóvil superdeportivo producido por el fabricante Bugatti entre 1991 y 1995. Se dio a conocer el 15 de septiembre de 1991 en Versalles frente al Arco de la Défense de París, Francia, exactamente 110 años después del nacimiento de Ettore Bugatti, motivo por el que recibió el nombre "EB110".

## Vista general

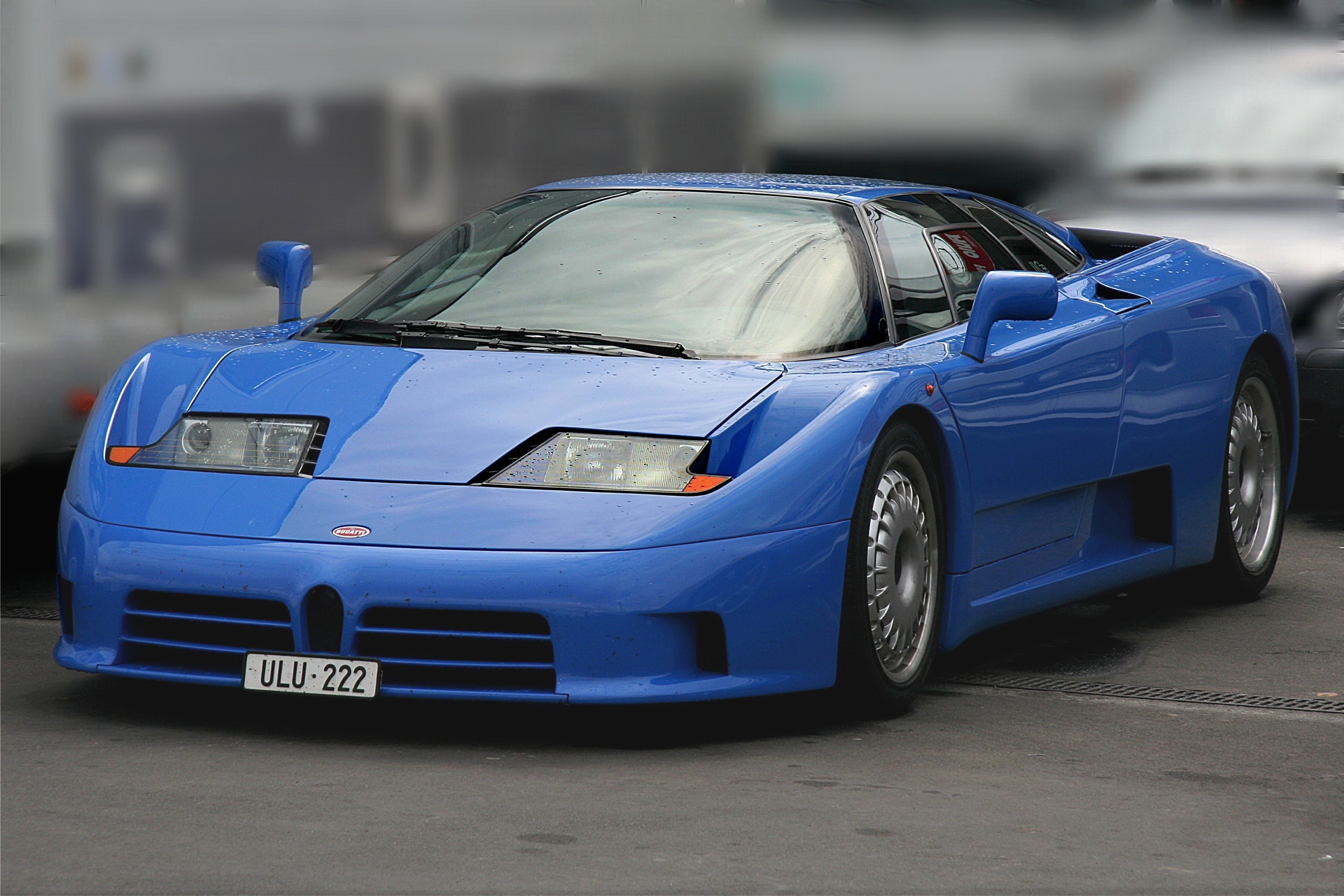
En el paddock de Nürburgring en 2007

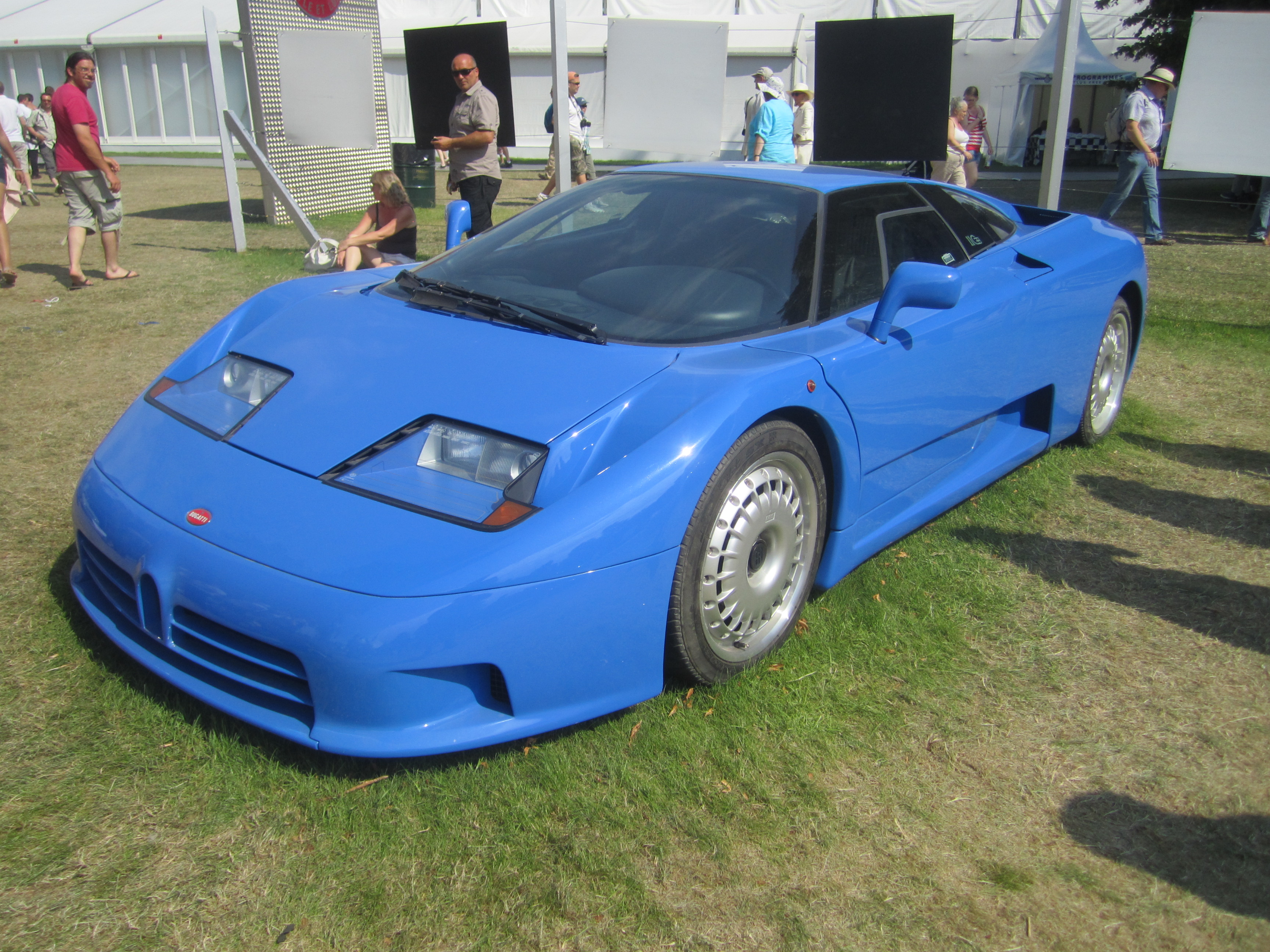
Versión GT de 1991.

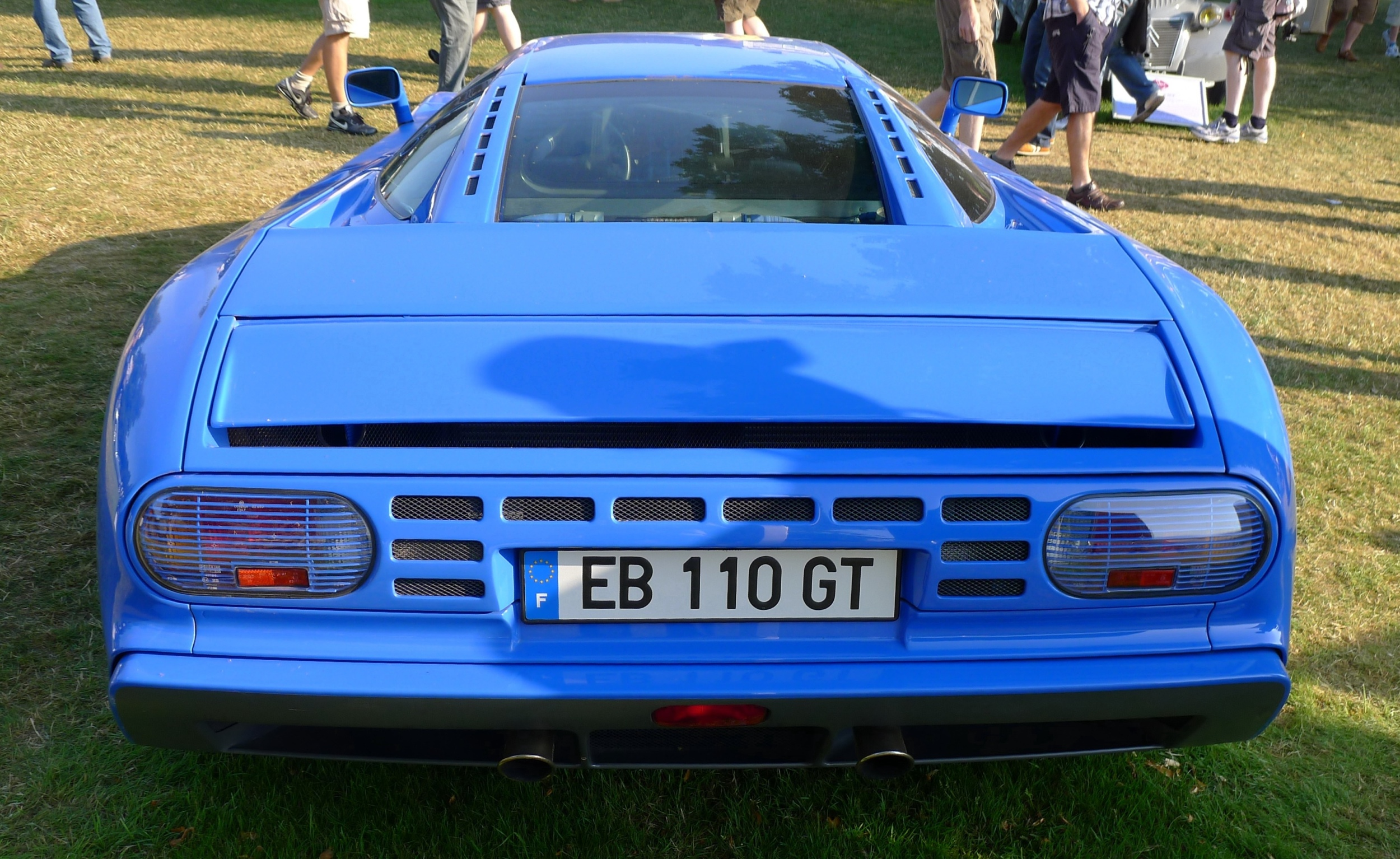
Vista trasera.

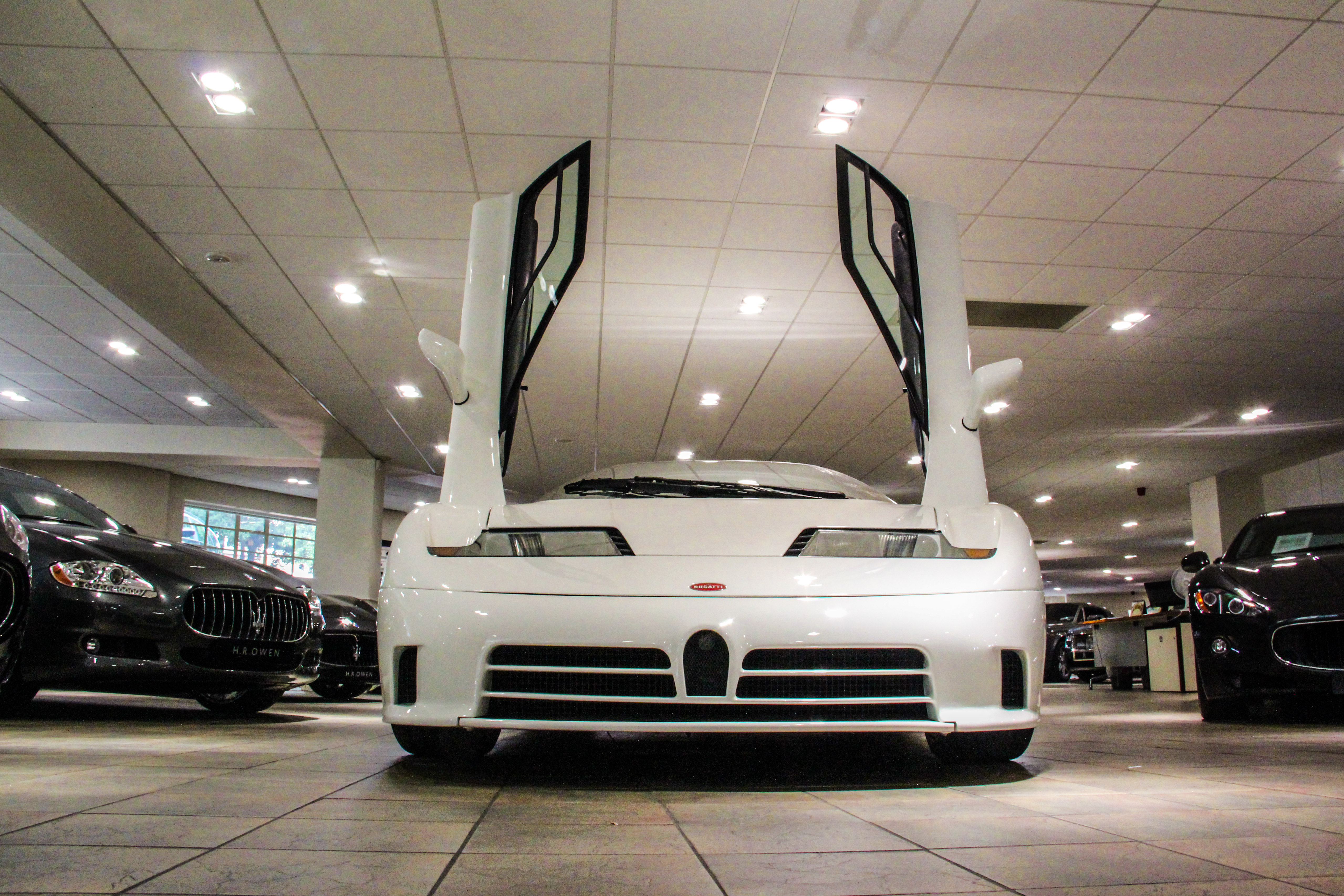
Detalle de diseño en forma de arco, en la parte delantera.

El mercado de los súper autos era muy limitado, solamente existían dos marcas como referencia a esta clase de automóviles, que eran: Ferrari y Lamborghini. Fue hasta los años 1980 cuando inició la revolución de los "hypercars" con la aparición de modelos de alto desempeño, como es el caso del EB110. Además de ser el precursor de los superdeportivos contemporáneos, entre ellos el Veyron y el Chiron, el EB110 sentó un precedente en Bugatti.
Según cierta historia, después de 1975 Stanzani visitó a su antiguo empleador y amigo Ferruccio Lamborghini en la finca de 'La Fiorita', en Umbria. Ferruccio había comenzado a expresar su sueño de construir un  automóvil superdeportivo, pero sus ideas generalmente se encontraban con contraargumentos prácticos por parte de Stanzani en relación con los mayores costos de desarrollo de la carrocería y el motor. La participación de Nuccio Bertone en las primeras conversaciones trajo consigo posibilidades más concretas del proyecto, aunque no tenían un inversor.
Por esas fechas el coleccionista de vehículos Romano Artioli que tenía los medios financieros necesarios para llevar adelante la idea de un superdeportivo, Deseaba uno que fuera elegante y muy rápido. Sin embargo, ningún modelo existente cumplió con sus expectativas. Ante esta falta de un coche que hiciera realidad su sueño, Artioli pensó en tener un vehículo que cumpliera con sus ideales: un "Bugatti moderno". Mientras Ferruccio Lamborghini pronto perdió el interés y se retiró del proyecto, sugiriendo no obstante que Stanzani y Artioli continuarían.
Era tal la pasión por Bugatti de este coleccionista italiano, que revivió la legendaria marca de automóviles francesa después de 30 años de estar inactiva. En 1987 compró los derechos de la compañía y se convirtió en el presidente de Bugatti Automobili S.p.A. En ese mismo año, encontró un lugar de producción adecuado: no en Francia, sino en Italia en la región de Emilia-Romaña, cerca de Módena en Campogalliano. Su ubicación ofrecía una gran ventaja, ya que estaba situada en el área de influencia de las principales marcas de deportivos italianos, tales como: De Tomaso, Ferrari, Maserati y Lamborghini. De esta manera, la tarea de contratar ingenieros, mecánicos y diseñadores de la región fue más fácil. Por lo tanto, los primeros bocetos de diseño del nuevo coche provienen del diseñador del Lamborghini Miura y Countach.
Igualmente, la nueva fábrica de Bugatti fue la más moderna de su tiempo, con detalles históricos notables. Como fanático de la marca, las instalaciones recibieron la puerta original de la antigua fábrica en Molsheim, Francia. Otro dato relevante de la planta es que inició operaciones el 15 de septiembre de 1990, el cumpleaños 109 de Ettore Bugatti.
Para el desarrollo del nuevo modelo de Bugatti, Artioli no escatimó en gastos. Fiel al lema de Ettore Bugatti, solamente quería lo mejor para su vehículo. Bajo esta premisa, los ingenieros crearon un monocasco ligero que pesaba solamente 125 kg (276 libras), debido a que fue construido en fibra de carbono por la compañía aeroespacial francesa Aérospatiale. Por su parte, el aluminio, carbono, fibra de aramida y plásticos reforzados con fibras se usaron para la carrocería, los rines eran de magnesio fundido y cada tornillo y perno estaban hechos de titanio.
Se eligió un motor V12 de 3,5 litros (214 plg³) con cuatro turbocompresores. Con Doble (DOHC) árbol de levas por bancada de cilindros y cinco válvulas por cámara de combustión, asegurando un rápido intercambio de gases. Dependiendo del modelo y la configuración, su V12 proporcionaba entre 560 y 612 CV (552 y 604 HP) (412 y 450 kW), de forma permanente a las cuatro ruedas por medio de una transmisión manual de seis velocidades.
Fue dotado de un diferencial de deslizamiento limitado (o tipo Ferguson) en la parte trasera y una distribución de par del 27:73 por ciento. En los rines de magnesio de 18 pulgadas (45,7 cm) se encontraban neumáticos de 245/40 ZR18 para el eje delantero y de 325/30 ZR18 en la parte posterior. Todo esto era nuevo a principios de los años 1990 y definitivamente, una sensación: un V12 con cuatro turbocompresores con intercooler y tracción en las cuatro ruedas, era un superdeportivo absoluto.
Estableció cuatro récords mundiales: para la aceleración más rápida, el automóvil deportivo de producción en serie más rápido, el automóvil deportivo más rápido que funciona con gasolina y el automóvil de producción en serie más rápido sobre hielo.
Debido a que el mercado de los superdeportivos se derrumbó dramáticamente, Artioli invirtió en Lotus Cars y acumuló altos pasivos. Cuando ya no pudo pagar a sus proveedores, se cerró la instalación de producción en Italia. En 1995, solamente unos 128 vehículos, 96 EB110 GT y 32 EB110 Super Sport se habían fabricado en Campogalliano, entre ellos dos coches de carreras con 670 CV (661 HP; 493 kW).
Después de alrededor de dos años, el proceso de quiebra terminó en septiembre de 1997, pero la leyenda de Bugatti no quedó olvidada por mucho tiempo, ya que un año después, el Grupo Volkswagen se hizo cargo de los derechos de marca y ayudó a la empresa a reiniciarse en los años siguientes. En 1998, Bugatti regresó a Molsheim, donde Ettore Bugatti había construido su primer automóvil bajo su propio nombre.

## EB110 SS

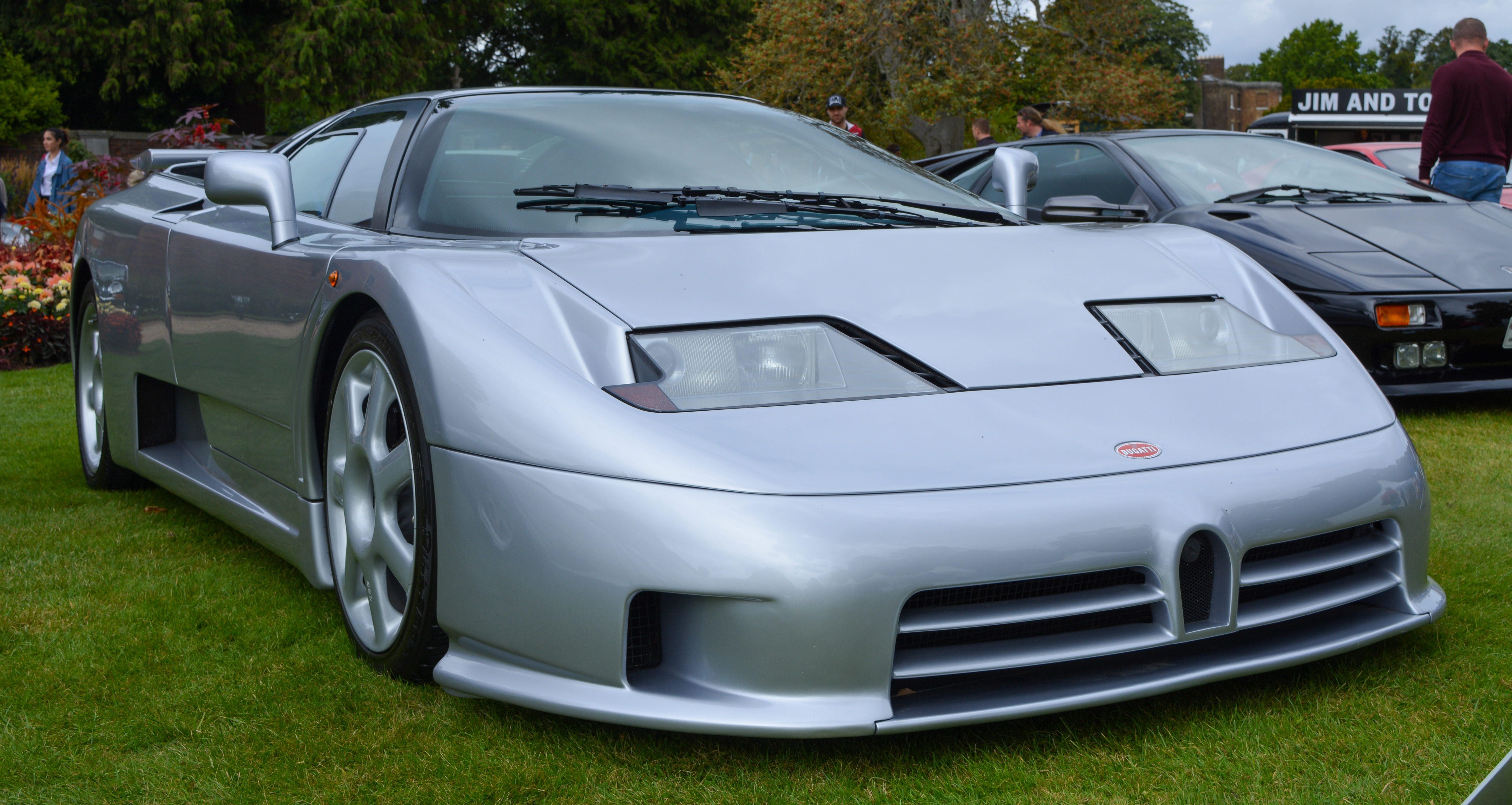
Versión Super Sport de 1992 en el Concurso de la Elegancia de 2019 en Hampton Court.

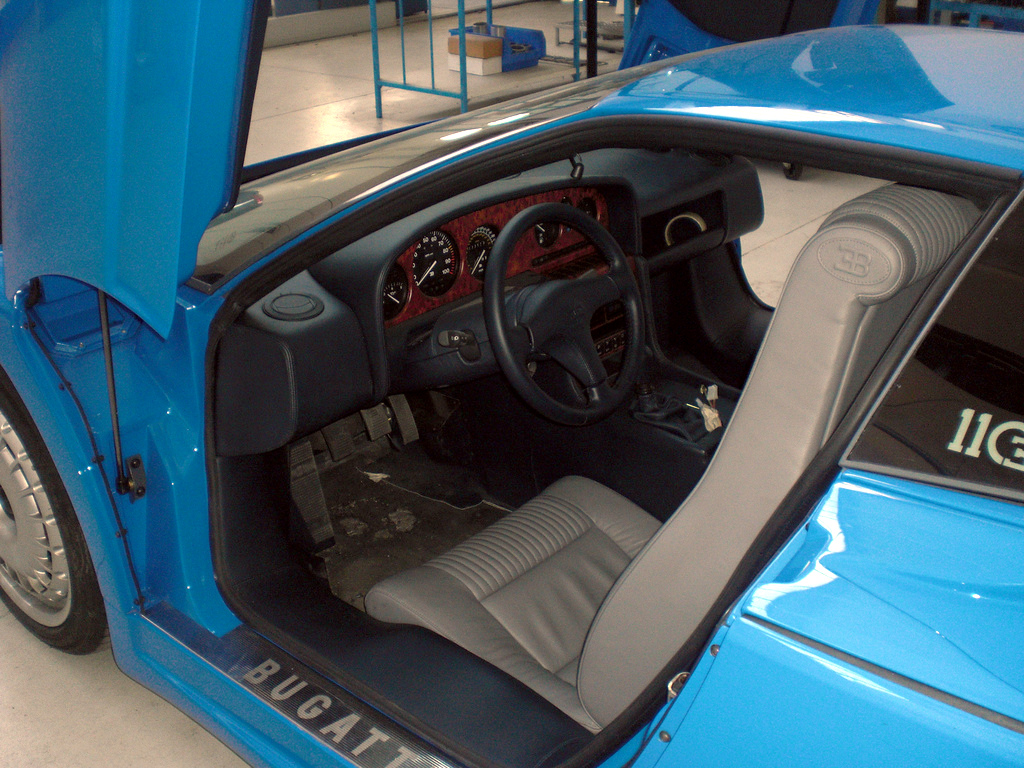
Habitáculo interior, obra de Marcelo Gandini, con el uso de las puertas de tijera como en los modelos que diseñó para Lamborghini.

En 1992 se presentó la versión EB110 SS (Super Sport), que lleva el mismo motor, pero potenciado hasta los 612 CV (604 HP; 450 kW) a las 8250 rpm y es más ligera que la variante normal. Es capaz de alcanzar una velocidad máxima de 348 km/h (216 mph) y acelera de 0 a 100 km/h (0 a 62 mph) en 3.2 segundos.

## Ficha técnica

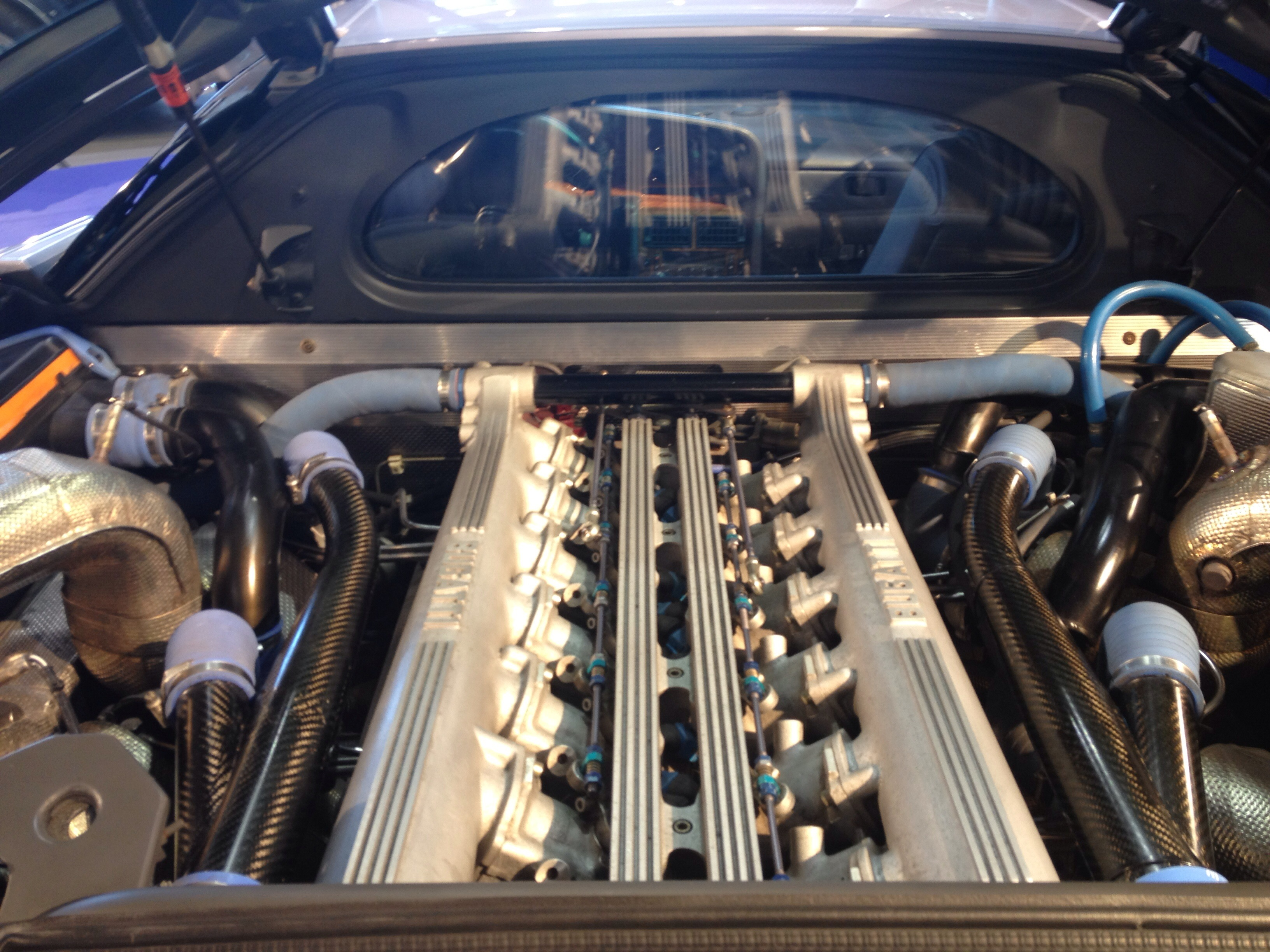
Motor V12.

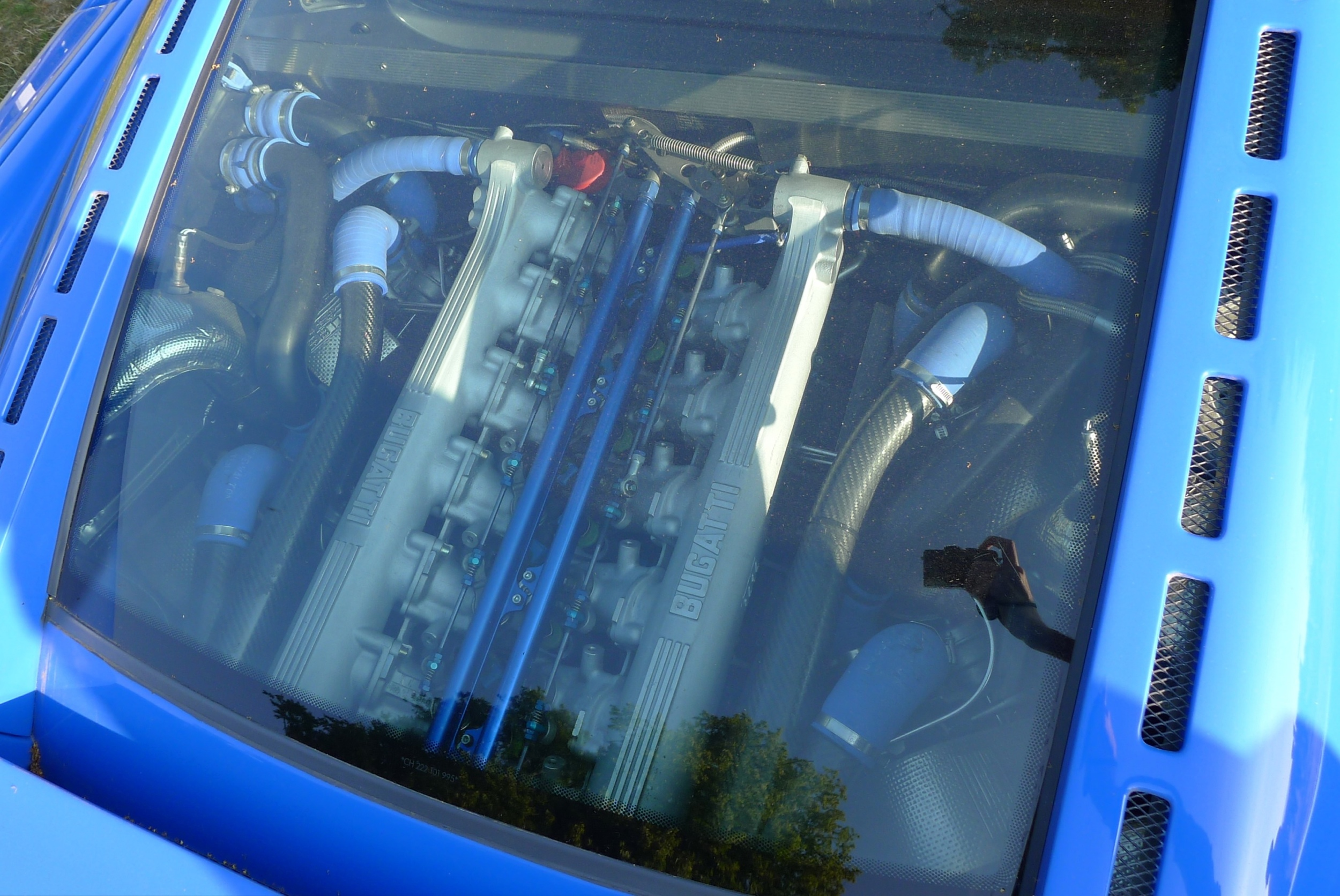
Vista del motor a través del medallón trasero de un EB110 GT.

Para los tiempos de aceleración de la versión GT, se publicaron los siguientes resultados:
- 0–80 km/h (50 mph): 2.6 segundos
- 0–100 km/h (62 mph): 3.6 segundos
- 0–140 km/h (87 mph): 6.5 segundos
- 0–180 km/h (112 mph): 10.8 segundos
- 0–200 km/h (124 mph): 14.0 segundos
- 0–1 km (0,62 milla): 21.3 segundos
- Velocidad máxima: 336 km/h (209 mph)

Según otras pruebas, registraron una aceleración de 0 a 100 km/h (62 mph) en 3.5 segundos, de 0 a 1 km (0,62 milla) en un tiempo de 21.2 segundos y una velocidad máxima de 338 km/h (210 mph).
Según otra serie de pruebas han arrojado los siguientes resultados:
- 0–30 mph (48 km/h): 2.1 segundos
- 0–60 mph (97 km/h): 4.5 segundos
- 0–100 mph (161 km/h): 9.6 segundos
- 0–150 mph (241 km/h): 23.2 segundos
- 0–400 m (0,25 millas): 12.8 segundos a 115 mph (185 km/h)
- 0–1 km (0,62 milla): 22.9 segundos a 150 mph (241 km/h)[12]
- Frenado de 60 mph (97 km/h) a 0: 2.8 segundos

Los datos de desempeño oficiales para el Bugatti EB 110 SS son: 0–60 mph (97 km/h) en 3.14 segundos, 0–100 km/h (62 mph) en 3.26 segundos y una velocidad máxima de 220,6 mph (355 km/h).
Otras pruebas realizadas al EB 110 Super Sport fueron publicadas con los siguientes resultados:
- 0–30 mph (48 km/h): 2,2 segundos
- 0–40 mph (64 km/h): 2,7 segundos
- 0–50 mph (80 km/h): 3,4 segundos
- 0–60 mph (97 km/h): 4,4 segundos
- 0–70 mph (113 km/h): 5,3 segundos
- 0–80 mph (129 km/h): 6,8 segundos
- 0–90 mph (145 km/h): 7,8 segundos
- 0–100 mph (161 km/h): 9,1 segundos
- 0–110 mph (177 km/h): 10,9 segundos
- 0–120 mph (193 km/h): 12,6 segundos
- 1/4 milla (402 m): 12,5 segundos a 119,5 mph (192,3 km/h)
- Frenado de 60 mph (97 km/h) a 0: 112 pies (34,1 m)
- Frenado de 80 mph (129 km/h) a 0: 209 pies (63,7 m)

El equipo de pruebas sospechaba que los resultados de la aceleración podrían ser considerablemente más bajos al emplear el embrague de una manera más agresiva y temeraria de lo que lo hacían normalmente.
La revista francesa Sport auto midió el 0 a 100 km/h (62 mph) en 3,3 segundos, de 0 a 400 m (0,25 millas) en 11,0 segundos, de 0 a 1 km (0,62 milla) en 19,8 segundos y una velocidad máxima de 351 km/h (218 mph) para el EB 110 Super Sport.
| Materiales de motor                 | Bloque y cabezas de aleaciones de aluminio                                                  |
| Alimentación                        | Inyección multipunto Bugatti-Weber                                                          |
| Turbocompresores                    | Cuádruples IHI a una presión de 1,2 bares (17,1 psi) y 2 intercoolers                       |
| Distribución                        | Doble (DOHC) árbol de levas a la cabeza y 5 válvulas por cilindro (60 en total)             |
| Diámetro x carrera                  | 81 x 56,6 mm (3,19 x 2,23 pulgadas)                                                         |
| Relación de compresión              | 8.0:1                                                                                       |
| Potencia máxima                     | 560 CV (552 HP; 412 kW) @ 8000 rpm (EB110 GT) 612 CV (604 HP; 450 kW) @ 8250 rpm (EB110 SS) |
| Par máximo                          | 611 N·m (451 lb·pie) @ 3750 rpm (EB110 GT) 650 N·m (479 lb·pie) @ 4200 rpm (EB110 SS)       |
| Tracción                            | Integral permanente, con reparto de potencia del 73% a la parte trasera y 27% delantera     |
| Corte de inyección (línea roja)     | 8500 rpm                                                                                    |
| Convertidor catalítico              | Con sonda lambda de 3 vías                                                                  |
| Capacidad del tanque de combustible | 120 litros (31,7 galAm)                                                                     |
| Sistema de lubricación              | Cárter seco                                                                                 |
| Sistema de refrigeración            | Por agua                                                                                    |

| 1.ª   | 2.ª   | 3.ª   | 4.ª   | 5.ª   | 6.ª   | Reversa | Final |
| ----- | ----- | ----- | ----- | ----- | ----- | ------- | ----- |
| 3.758 | 2.522 | 1.834 | 1.424 | 1.147 | 0.949 | 4.252   | 3.181 |